# Кримськотатарська мова
Кримськотата́рська мо́ва (Qırımtatar tili) або кримська мова (Qırım tili) — тюркська мова, рідна мова кримських татар. Належить до кипчацько-половецької групи. Аглютинативна мова з елементами аналітизму. Поширена переважно в Криму та в районах компактного проживання кримських татар — Туреччині, Узбекистані та континентальній Україні.
У письмі паралельно використовують латинку та кирилицю, до 1920-х років використовували арабське письмо. Мова сформувалася у XIV—XVII на основі кипчацьких мов у Криму. Була однією з офіційних мов Кримського ханства. За часів СРСР втратила багатьох носіїв внаслідок депортації та русифікації кримських татар.
Багаторічна заборона на вивчення кримськотатарської мови та цілеспрямований лінгвоцид призвели до того, що ЮНЕСКО зарахувало її до числа мов, що знаходяться під серйозною загрозою зникнення (seriously endangered // sérieusement en danger). Наразі кримськотатарська мова в Криму лише іноді має декоративні функції або немає зовсім ніяких. Вивчення кримськотатарської у школах у Криму здійснюється «на добровільній основі». Насправді ж, на батьків чиниться тиск, внаслідок чого вони вказують російську як «рідну мову» і як мову навчання. Якщо все ж таки в школі існує предмет рідна мова, то на ньому або додатково вивчають російську мову, або він є факультативним, тобто необов'язковим, і зазвичай стоїть у розкладі останнім уроком.

## Назви
- Кримськотатарська мова (Qırımtatar tili, Къырымтатар тили) — сучасна наукова та кримськотатарська назва.
- Кримська мова (Qırım tili, Къырым тили) — кримськотатарська історична[6] та сучасна назва.
- Татарська мова — архаїчна українська назва та просторічна сучасна назва.

## Класифікація
1. Ностратичні мови (гіпотеза)
2. Алтайські мови (гіпотеза)
  1. Тюркські мови
    1. Власне тюркські мови

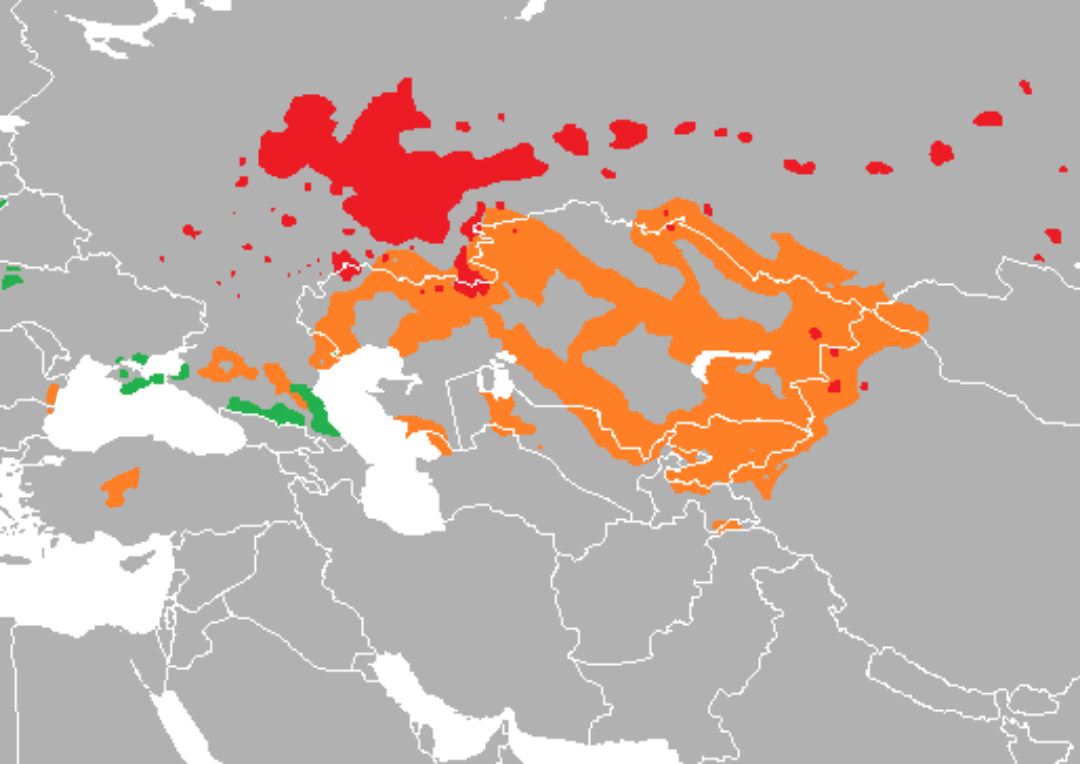
Кипчацькі мови:
Кипчацько-булгарські мови
Ногайські та киргизькі мови
Кипчацько-половецькі мови

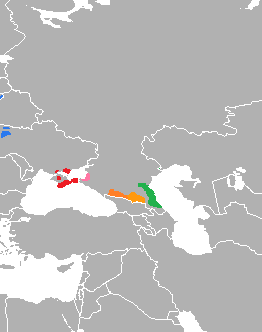
Кипчацько-половецькі мови:
Кумицька мова
Караїмська мова
Карачаєво-балкарська мова
Кримськотатарська мова
Урумська мова

      1. Огузькі мови (Південнозахідні тюркські мови)
        1. Огузькі ka-діалекти
          1. узбережний діалект кримськотатарської

      2. Кипчацькі мови (Північнозахідні тюркські мови)
        1. Кипчацько-ногайські мови (Ногайсько-кипчацькі; Ногайські мови)
          1. степовий діалект кримськотатарської

        2. Кипчацько-половецькі мови (Половецько-кипчацькі; Половецькі мови)
          1. Вірмено-кипчацька мова †
          2. Караїмська мова
          3. Карачаєво-балкарська мова
          4. Кримськотатарська мова (літературна; середній діалект кримськотатарської)
          5. Кримчацька мова
          6. Кумицька мова
          7. Мамлюцько-кипчацька мова †
          8. Половецька мова †
          9. Урумська мова

- † — мертва мова

### Діалекти
Діалекти кримської мови:
- Середній. Найпоширеніший діалект, що ним розмовляють ті, хто до депортації 1944 року мешкав у гірській та (північно-)передгірній частині Криму. Є проміжним між двома іншими та має як огузькі, так і кипчацькі риси. Саме на ньому базується літературна кримськотатарська мова.
- Південний або узбережний. Діалект колишніх мешканців південного узбережжя Криму належить до огузької підгрупи і є дуже близьким до турецької мови. Цей діалект містить велику кількість грецьких та італійських запозичень через те, що більшість кримських татар південного узбережжя є нащадками тюркізованих та ісламізованих греків і генуезців.
- Степовий або північний. Діалект кримських татар-степовиків належить до кипчацько-половецької підгрупи тюркських мов. Найближчі до нього мови — карачаєво-балкарська, кумицька та ногайська.

## Історія
Розрізняють три історичні етапи розвитку кримськотатарської мови:
- період давньої мови (eski qırımtatar tili) XIII—XV ст.
- період середньої мови (orta qırımtatar tili) XV — пер. чверть XX ст.
- період нової мови (yañı qırımtatar tili) з пер. чверті XX ст. і донині.

Три кримськотатарські діалекти сформувалися в основному в період Середньовіччя на основі кипчацьких і огузьких говірок тюркомовного населення Криму. Сильні відмінності між діалектами пояснюються тим, що процес етногенезу кримських татар — дуже складний, і в ньому брали участь як тюркські, так і нетюркські народи. Водночас офіційними письмовими мовами Кримського ханства були чагатайська й османська турецька мови. До XIX століття літературною мовою кримських татар був тюркі́ Криму (кримський тюркі).
Найдавніші пам'ятки кримськотатарської мови належать до XVII ст. («про похід Іслям Ґерая на Польщу» Джан-Мухаммеда, 1648—1649 рр.) і XVIII ст. («Ассеб-ус-сейяр» (Сім планет) Сеїда Мухаммеда Різи. «Ель-мугіт-уль-бурхані» (Океан доказів)) і видають на собі впливи османської літературної мови тих часів.
У пізніші часи письмово-літературна мова кримських татар не була однорідною. Мова частини літератури (преси, публіцистики, навчальної літератури) й надалі лишалася під впливом турецької (пор. мова газети «Терджиман», яку видавав пантюркізт Ісмаїл Гаспринський). Інша частина була одноріднішою, але й вона підпадала під зовнішній вплив (пор. мова газети «Ватан хадімі» (Слуга Батьківщини), яку видавала група Абдурешида Медієва, опозиційна щодо діяльності Гаспринського). При цьому мова Гаспринського, на відміну від сучасної, базувалася на південнобережному, огузькому діалекті.
Неоднорідність кримської літературної мови збереглася аж до 1920-х. 1928 року в Криму пройшла лінгвістична конференція, яка ухвалила рішення про створення нової літературної мови на основі середнього діалекту (бо саме цей діалект має найбільше носіїв і є однаково зрозумілим для носіїв двох інших). Саме цю, другу літературну мову, кодифікація якої почалася в 1920-ті роки, використовують загалом і досі.
1944 року радянська влада депортувала кримських татар до Узбекистану. Згодом там почали виходити кримськотатарські періодичні видання. Існувала також самвидавна література кримськотатарською мовою, зокрема великий масив спогадів про війну та переселення. Також виходила література на еміграції (переважно в Туреччині).
З 1990-х років кримськотатарські видання знову виникають у Криму, а пізніше було засновано телевізійний канал ATR, який веде частину передач кримськотатарською мовою. Було знято низку фільмів кримськотатарською мовою.
З червня 2024 року в Google-перекладачі з'явилася кримськотатарська мова, яка стала доступною для перекладу.

## Поширення

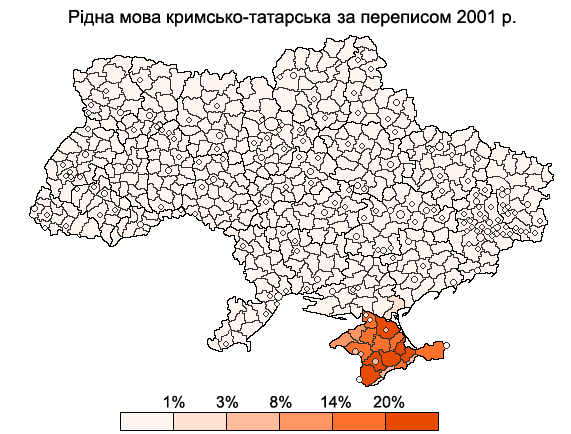
Частка населення, що назвало рідною мовою кримськотатарську за переписом 2001 р.

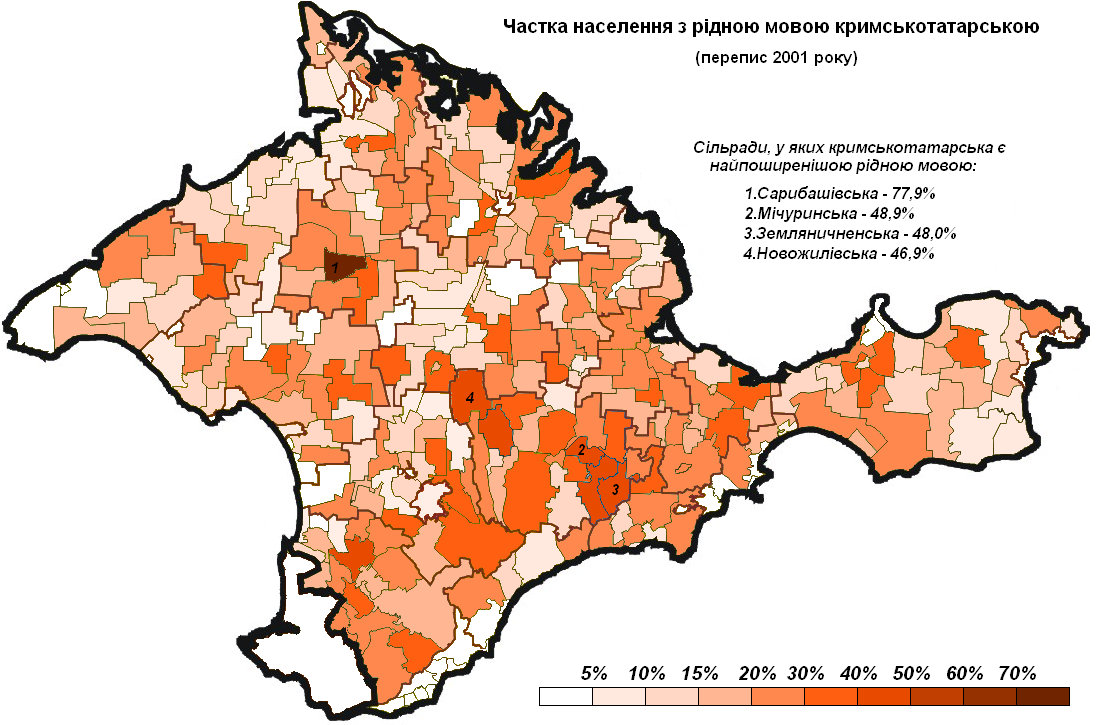
Частка населення у сільрадах і містах Криму, що вказало кримськотатарську мову рідною за переписом 2001

### Кількість носіїв
Загальна чисельність людей, що розмовляють кримськотатарською мовою, на теренах колишнього СРСР становить приблизно 350 тис. осіб, з яких майже 250 тис. — в Криму. Надійні дані про чисельність носіїв мови в Туреччині відсутні через офіційну політику турецького уряду, що не визнає мов національних меншин. За різними оцінками, кількість кримських татар, що живуть у Туреччині, і їхніх нащадків складає від 50—150 тис. до 4—6 млн. Більш реалістичними є цифри між 150 тис. до 1 млн.
Серед мов України кримськотатарська посідає четверте місце за чисельністю носіїв після української, російської та румунської. Найвищий відсоток носіїв мови у сільських районах Криму — Білогірському (28,9 %), Кіровському (24,0 %), Совєтському (21,2 %), Джанкойському (20,4 %), Бахчисарайському (20,1 %). Окрім Криму, мова поширена на півдні Херсонської області.

### Статус
Згідно з Конституцією АР Крим, кримськотатарській мові забезпечено захист. Де-факто мова має офіційний статус на території Криму. Кожен громадянин має право у відповідь на свій запит отримати урядові документи кримською мовою (паспорт, свідоцтво про народження тощо). Мову використовують на офіційних табличках (при чому спорадично використовують або кириличну, або латинську графіку). До депортації 1944 року кримськотатарська мала офіційний статус у Кримській АРСР.
В Україні кримськотатарська є однією з мов середньої освіти. Станом на 2011 рік у Криму діяло 15 шкіл і 1 дошкільний навчальний заклад із кримськотатарською мовою.
У січні 2023 року в Україні було створено Національну комісію з питань кримськотатарської мови, що має її захищати.

## Вплив на українську мову
Українська мова має близько 4000 тюркізмів, серед них є кримськотатарські. Половиною з них українці послуговуються щоденно: гарбуз, килим, кишмиш, отара, туман, тютюн, штани, карий тощо. Решта — це історизми, що описують речі чи явища, яких вже немає в сучасному побуті.
Рибальство: ава, балик, пай, сал, сала, чагар, чекуша, чердак
Назви фруктів: айва, алича, баштан, гарбуз, ізюм, інжир, кавун, кизил, хурма.
Тваринництво: ар'ян, далак, дарак, джигиря, казарма, катлама, качковал, кочкар, курпек, мешини, мешти, отара, сап'ян, чабан, ялак
Побут: бардак, бармаки, буза, ґердан, кава

## Лексика
Лексика кримськотатарської мови, у своїй основі кипчацька, містить значну кількість елементів південно-західних мов, завдяки чому в мові виникло чимало синонімів. Окрім того, потужними були впливи булгаро-хозарських та давньоогузьких говорів, а пізніше — турецької та ногайської мов.
Крім того, кримськотатарські говори зазнали впливу багатьох місцевих нетюркських мов: готської, грецької, аланської, єврейської, італійської, вірменської, монгольської, калмицької, давньоукраїнської, а згодом української, російської, румунської, грузинської, черкеської та циганської. Під впливом місцевої грецької мови в Криму сформувалася особлива урумська мова (мова тюркомовних греків урумів, яких 1778 року було депортовано до Надазов'я і які живуть там дотепер у 30 заснованих ними селах та в місті Маріуполі).
Кількість арабських і перських запозичень, що потрапили до мови ще в епоху Золотої Орди, було суттєво скорочено в радянський період. На їхнє місце влилися слова західноєвропейського та російського походження (переважно технічні терміни).

### Корпус кримськотатарської мови
У жовтні 2022 року Міністерство реінтеграції тимчасово окупованих територій України оголосило про початок збору друкованих та онлайн-джерел кримськотатарською для майбутнього Національного корпусу кримськотатарської мови (НККМ) — у межах реалізації Стратегії розвитку кримськотатарської мови на 2022—2032 роки. Станом на 24 січня 2023 року до каталогу внесено понад 40 тис. друкованих сторінок (359 матеріалів понад 100 авторів), серед яких число газети «Терджиман» 1883 року. Проєкт реалізується за підтримки Мінреінтеграції, швейцарсько-української Програми EGAP Фонду Східна Європа, та Київського університету. 29 листопада 2023 року проєкт було презентовано.

### Засоби масової інформації
ЗМІ кримськотатарською мовою, що були/є активними після повернення кримських татар із депортації:
- ATR
- Радіо Свобода (Qırım Aqiqat)
- Къырым
- Мейдан
- Къырым Алеми
- Avdet
- Янъы Дюнья
- Йылдыз

## Література

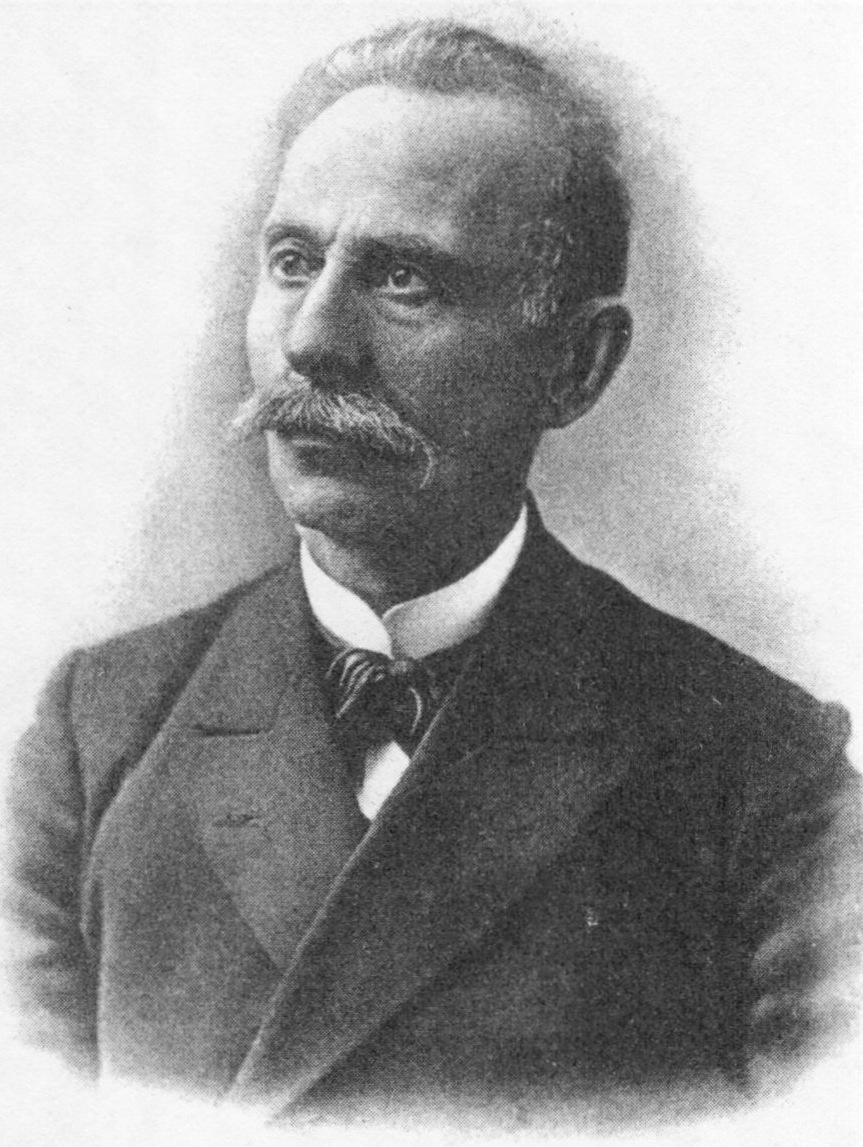
Ісмаїл Гаспринський — кримськотатарський письменник і просвітитель

## Фонетика

### Голосні
Система голосних у кримській мові є близькою до деяких інших тюркських мов. Оскільки високі голосні є короткими й зниженими, /i/ та /ɯ/ є близькими до [ɪ], навіть попри те, що вони є фонетично різними.
| Підняття | Ряд           | Ряд             | Ряд           | Ряд             |
| Підняття | Передній      | Передній        | Задній        | Задній          |
| Підняття | лабіалізовані | нелабіалізовані | лабіалізовані | нелабіалізовані |
| -------- | ------------- | --------------- | ------------- | --------------- |
| Високе   | /y/ ⟨ü⟩ ⟨ю~у⟩ | /i/ ⟨i⟩ ⟨и⟩     | /u/ ⟨u⟩ ⟨у⟩   | /ɯ/ ⟨ı⟩ ⟨ы⟩     |
| Середнє  | /ø/ ⟨ö⟩ ⟨ё~о⟩ | /e/ ⟨e⟩ ⟨е~э⟩   | -             | -               |
| Низьке   | -             | -               | /o/ ⟨o⟩ ⟨о⟩   | /a/ ⟨a⟩ ⟨а⟩     |

### Приголосні
| за способом утворення | за способом утворення | за глухістю / дзвінкістю | за місцем утворення | за місцем утворення | за місцем утворення | за місцем утворення | за місцем утворення | за місцем утворення  | за місцем утворення | за місцем утворення |
| за способом утворення | за способом утворення | за глухістю / дзвінкістю | губно- губні        | губно- зубні        | передньо- язикові   | пост- альвеолярні   | ретро- флексні      | середньо- піднебінні | задньо- язикові     | увулярні            |
| --------------------- | --------------------- | ------------------------ | ------------------- | ------------------- | ------------------- | ------------------- | ------------------- | -------------------- | ------------------- | ------------------- |
| Обструенти            | оклюзиви              | глухі                    | /p/ ⟨p⟩ ⟨п⟩         | -                   | /t/ ⟨t⟩ ⟨т⟩         | -                   | -                   | -                    | /k/ ⟨k⟩ ⟨к⟩         | /q/ ⟨q⟩ ⟨къ⟩        |
| Обструенти            | оклюзиви              | дзвінкі                  | /b/ ⟨b⟩ ⟨б⟩         | -                   | /d/ ⟨d⟩ ⟨д⟩         | -                   | -                   | -                    | /g/ ⟨g⟩ ⟨г⟩         | (ɢ) ⟨ğ⟩ ⟨гъ⟩        |
| Обструенти            | фрикативні            | глухі                    | -                   | /f/ ⟨f⟩ ⟨ф⟩         | /s/ ⟨s⟩ ⟨с⟩         | /ʃ/ ⟨ş⟩ ⟨ш⟩         | (ʂ) ⟨ş⟩ ⟨ш⟩         | -                    | -                   | /χ/ ⟨h⟩ ⟨х⟩         |
| Обструенти            | фрикативні            | дзвінкі                  | -                   | /v/ ⟨v⟩ ⟨в⟩         | /z/ ⟨z⟩ ⟨з⟩         | -                   | /ʐ/ ⟨j⟩ ⟨ж⟩         | -                    | -                   | /ʁ/ ⟨ğ⟩ ⟨гъ⟩        |
| Обструенти            | африкати              | глухі                    | -                   | -                   | /ts/ ⟨ts⟩ ⟨ц⟩       | /tʃ/ ⟨ç⟩ ⟨ч⟩        | (tʂ) ⟨ç⟩ ⟨ч⟩        | -                    | -                   | -                   |
| Обструенти            | африкати              | дзвінкі                  | -                   | -                   | -                   | /dʒ/ ⟨c⟩ ⟨дж⟩       | (dʐ) ⟨c⟩ ⟨дж⟩       | -                    | -                   | -                   |
| Сонанти               | носові                | носові                   | /m/ ⟨m⟩ ⟨м⟩         | -                   | /n/ ⟨n⟩ ⟨н⟩         | -                   | -                   | (ɲ) ⟨n⟩ ⟨н~нь⟩       | /ŋ/ ⟨ñ⟩ ⟨нъ⟩        | -                   |
| Сонанти               | бокові                | бокові                   | -                   | -                   | /l/ ⟨l⟩ ⟨л⟩         | -                   | -                   | (lʲ) ⟨l⟩ ⟨л~ль⟩      | -                   | -                   |
| Сонанти               | дрижачі               | дрижачі                  | -                   | -                   | /r/ ⟨r⟩ ⟨р⟩         | -                   | -                   | (rʲ) ⟨r⟩ ⟨р~рь⟩      | -                   | -                   |
| Сонанти               | апроксиманти          | апроксиманти             | /w/ ⟨v⟩ ⟨в⟩         | -                   | -                   | -                   | -                   | /j/ ⟨y⟩ ⟨й⟩          | -                   | -                   |

Окрім цих фонем у кримській мові трапляються також маргінальні фонеми (наприклад, пом'якшені), особливо у запозичених словах.

### Закон сингармонізму
Важливою особливістю кримськотатарської фонетики є закон сингармонізму.
1. Якщо останній склад кореня слова містить м'яку голосну літеру (e, ö, i, ü), то і всі наступні додані афікси міститимуть м'які голосні літери. А якщо голосна в останньому складі кореня буде твердою (a/â, o, u, ı), то, відповідно, додані афікси міститимуть тверді голосні літери. Наприклад: pencere (вікно) — pencereler (вікна), bostan (город) — bostanlar (городи).
2. Якщо в останньому складі слова є негубний голосний (a, e, ı, i), то й у всіх доданих афіксах будуть негубні голосні. Втім якщо слово односкладове і містить губну голосну (o, u, ü, ö), то доданий афікс теж матиме губну голосну, але тільки перший, а решта будуть негубними. Наприклад: tuz (сіль) — tuzlu (солоний); sürmek (вислати, надіслати) — sürgün (посильний) — sürgünlik (виселення, депортація).
3. Якщо остання буква слова глухий приголосний (p, k, t, ş тощо), то доданий афікс буде починатися глухим приголосним (якщо цей афікс має варіант із глухим приголосним); а якщо остання літера — дзвінка (b, g, d тощо) чи сонорна (l, m, n, ñ, r тощо), то афікс починатиметься дзвінкою приголосною. Наприклад: ev (дім) — evde (вдома); sınıf (клас) — sınıfta (у класі); seyaat (подорож) — seyaatçı (мандрівник); bal (мед) — balcı (пасічник).

## Граматика і синтаксис
У кримській мові виділяють 11 частин мов. Іменники, дієслова, займенники, дієприкметники й деякі вказівні слова змінюються за деякими категоріями.
Кримськотатарська мова є аглютинативною. Основний спосіб афіксації — суфіксація. Наприклад, слово evlerimizdendirlermi (чи з наших будинків) містить 7 морфем: ev-ler-imiz-den-dir-ler-mi. При цьому коренем є морфема ev — дім, а решта є афіксами: -ler- — афікс множини, -imiz- вказує на приналежність до займенника biz — ми, -den- — показник вихідного відмінка, -dir- — є аналогом дієслова-зв'язки «є», -ler- — показник множини чи афікса -dir-, афікс -mi- є аналогом української частки «чи». В кримськотатарській мові дуже багато різних афіксів, якими виражають приналежність одного іменника іншому (ізафет), словам надають різні відтінки тощо. Паралельні форми афіксів зумовлені законом сингармонізму.

### Іменник
Кримськотатарська мова не має категорії роду як серед іменників, так і серед займенників (українським займенникам він, вона, воно відповідає один займенник — o). Іменники мають граматичні категорії числа, відмінка, приналежності та предикативності. Розрізняють шість відмінків: називний, родовий, давально-напрямковий, знахідний, місцевий і вихідний відмінки. По-іншому відміняються іменники у формі ізафета.
Множину виражає афікс -lar/-ler: ev — evler (будинки), duyğu — duyğular (почуття). Іменні основи без -lar позначають окремий предмет і весь його клас, а також парні органи: ayvan (тварина, тварини загалом), köz (око, очі). При незліченних предметах -lar означає їх надмірність: qarlar (сніги), yağmurlar (дощі). При іменах людей -lar означає їх оточення: Asanlar (Асан і його оточення), Ilyasalar (Ільяс і його оточення).
Категорія відмінків охоплює шість форм. Відмінювання відбувається додаванням афіксів.
| Афікс                | Приклади                 |                              |
| Називний             | —                        | taş (камінь), töpe (вершина) |
| Родовий              | -nıñ / -niñ              | taşnıñ, töpeniñ              |
| Давально-напрямковий | -qa / -ke, -ğa / -ge     | taşqa, töpege                |
| Знахідний            | -nı / -ni                | taşnı, töpeni                |
| Місцевий             | -da / -de, -ta / -te     | taşta, töpede                |
| Висхідний            | -dan / -den, -tan / -ten | taştan, töpeden              |

За цією ж схемою відмінюються форми множини та інфінітив дієслова. Щоправда, інфінітив має спрощення у давально-напрямковому відмінку: -mağa і -mege (замість -maqqa і -mekke). Наприклад: almaq (брати) — almağa (щоби взяти).
|                                                         | Однина    | Однина                                    | Множина                   | Множина                                                  |
| Основа закінчується на голосний                         |           |                                           |                           |                                                          |
| 1-ша особа                                              | -m        | odam (моя кімната)                        | -mız / -miz               | odamız (наша кімната)                                    |
| 2-га особа                                              | -ñ        | odañ (твоя кімната)                       | -ñız / -ñiz               | odañız (ваша кімната)                                    |
| 3-тя особа                                              | -sı / -si | odası (його/її кімната)                   | -sı / -si / -ları / -leri | odası / odaları (їхня кімната)                           |
| Основа закінчується на приголосний                      |           |                                           |                           |                                                          |
| 1-ша особа                                              | -ım / im  | aşım (мій обід)                           | -ımız / -imiz             | aşımız (наш обід)                                        |
| 2-га особа                                              | -ıñ       | aşıñ (твій обід)                          | -ıñız / -iñiz             | aşıñız (ваш обід)                                        |
| 3-тя особа                                              | -ı / -i   | aşı (його/її обід)                        | -ı / -i / -ları / -leri   | aşı / aşları (їхній обід)                                |
| Односкладна огублена основа закінчується на приголосний |           |                                           |                           |                                                          |
| 1-а особа                                               | -um / -üm | yolum (моя дорога) çölüm (мій степ)       | -umız / -ümiz             | yolumız (наша дорога) çölümiz (наш степ)                 |
| 2-а особа                                               | -uñ / -üñ | yoluñ (твоя дорога) çölüñ (твій степ)     | -uñız / -üñiz             | yoluñız (ваша дорога) çölüñiz (ваш степ)                 |
| 3-я особа                                               | -u / -ü   | yolu (його/її дорога) çölü (його/її степ) | -u / -ü / -ları / -leri   | yolu / yolları (їхня дорога) çölü / çölleri (їхній степ) |

Коли іменник виступає у ролі присудка, до нього приєднуються ті самі афікси присудка, що й до дієслів, тобто іменники зазнають дієвідмінювання. Подібні форми є аналогом іменників з дієсловом «бути», широко вживаних в слов'янських, романських і германських мовах. Особовий займенник при цьому може бути упущено.
|           | Однина                    | Однина                                                               | Множина                   | Множина                                           |
| 1-а особа | -m / -ım / -im            | oсam (я вчитель) ekimim (я лікар)                                    | -mız / -miz               | oсalarmız (ми вчителі) ekimlermiz (ми лікарі)     |
| 2-а особа | -sıñ / -siñ               | oсasıñ (ти вчитель) ekimsiñ (ти лікар)                               | -sıñız / -siñiz           | ocalarsıñız (ви вчителі) ekimlersiñiz (ви лікарі) |
| 3-я особа | -dır / -dir / -tır / -tir | ocadır (він вчитель/вона вчителька) ekimdir (він лікар/вона лікарка) | -dır / -dir / -tır / -tir | oсalardır (вони вчителі) ekimlerdir (вони лікарі) |

### Числівник
Основні кількісні числівники: 1 — bir, 2 — eki, 3 — üç, 4 — dört, 5 — beş, 6 — altı, 7 — yedi, 8 — sekiz, 9 — doquz, 10 — on, 20 — yigirmi, 30 — otuz, 40 — qırq, 50 — elli, 60 — altmış, 70 — yetmiş, 80 — seksen, 90 — doqsan, 100 — yüz, 1000 — biñ.
Числівники, некратні до 10, утворюються додаванням основних слів числівників: 41 — qırq bir, 52 — elli eki, 94 — doqsan dört, 178 — yüz yetmiş sekiz, 606 — altı yüz altı, 717 — yedi yüz on yedi, 1 989 — biñ doquz yüz seksen doquz, 8 001 — sekiz biñ bir, 30 022 — otuz biñ yigirmi eki, 200 104 — eki yüz biñ yüz dört, 3 030 003 — üç million otuz biñ üç, 9 600 040 055 — doquz milliard altı yüz million qırq biñ elli beş.
Порядкові числівники утворюються додаванням афіксів -ncı, -nci, -ıncı, -inci, -uncı, -ünci, відповідно до законів сингармонізму: 1-й — birinci, 4-й — dördünci, 6-й — altıncı, 7-й — yedinci, 9-й — doquzıncı, 10-й — onuncı, 40-й — qırqıncı, 50-й — ellinci, 83-й — seksen üçünci, 100-й — yüzünci, 1000-й — biñinci, 5068-й — beş biñ altmış sekizinci

### Дієслово
Дієслова мають 4 типи відмінювання, які розрізняють за твердістю або м'якістю останнього складу основи (закон сингармонізму), а також за закінченням на голосний або приголосний звук. У дієсловах розрізняють категорії способу, а також є три форми часу: теперішній, минулий і майбутній час, в кожному із яких дієслово набуває різних особових закінчень. Є також інші часові форми, утворені за допомогою афіксів і допоміжних слів. Дієслово має й особливі форми — дієприкметник і дієприслівник. Крім іменників і дієслів, змінюються також займенники та дієприкметник, деякі вказівні слова.
При відмінюванні дієслова, до основи спочатку додається афікс, що означає спосіб і час, а потім афікс присудка, що означає особу та число. Є два набори афіксів присудка. У переважній більшості часів дієслова при відмінюванні використовуються афікси I типу, але в деяких використовуються афікси II типу. Афікси присудка є ненаголошеними, тобто наголос падає на попередній такому афіксу склад.
Для утворення заперечних форм (аналогічних українській частці «не» з дієсловом) до основи дієслова перед афіксом способу і часу додається ненаголошений афікс -ma/-me.
|           | Однина         | Множина                       |
| 1-а особа | -m / -ım / -im | -mız / -miz                   |
| 2-а особа | -sıñ / -siñ    | -sıñız / -siñiz (-sız / -siz) |
| 3-я особа | —              | — (-lar / -ler)               |

|           | Однина | Множина         |
| 1-а особа | -m     | -q / -k         |
| 2-а особа | -ñ     | -ñız / -ñiz     |
| 3-я особа | —      | — (-lar / -ler) |

#### Відмінювання в дійсному способі
Теперішній час може означати як дію, що відбувається у цю мить (mektüpni yazam — «я (прямо зараз) пишу листа»), так і дію, що не збігається з моментом мовлення (kitapnı yazam — «я пишу книгу», «я систематично працюю над написанням книги»). Цей час утворюється додаванням до основи дієслова афікса -y (якщо основа закачується на голосний звук) або -a / -e (якщо основа закінчується на приголосний звук). При відмінюванні в теперішньому часі використовуються присудкові афікси I типу.
| Особа | Однина        | Однина              | Однина            | Однина              | Множина           | Множина                | Множина               | Множина                |
| ----- | ------------- | ------------------- | ----------------- | ------------------- | ----------------- | ---------------------- | --------------------- | ---------------------- |
| 1     | aşayım (їм)   | diñleyim (слухаю)   | baqam (дивлюсь)   | ketem (йду геть)    | aşaymız (їмо)     | diñleymiz (слухаємо)   | baqamız (дивимося)    | ketemiz (йдемо геть)   |
| 2     | aşaysıñ (їси) | diñleysiñ (слухаєш) | baqasıñ (дивишся) | ketesiñ (йдеш геть) | aşaysıñız (їсте)  | diñleysiñiz (слухаєте) | baqasıñız (дивитесь)  | ketesiñiz (йдете геть) |
| 3     | aşay (їсть)   | diñley (слухає)     | baqa (дивиться)   | kete (йде геть)     | aşay(lar) (їдять) | diñley(ler) (слухають) | baqa(lar) (дивляться) | kete(ler) (йдуть геть) |

| Особа | Однина (заперечення) | Однина (заперечення)     | Однина (заперечення)   | Однина (заперечення)     | Множина (заперечення)  | Множина (заперечення)       | Множина (заперечення)      | Множина (заперечення)       |
| ----- | -------------------- | ------------------------ | ---------------------- | ------------------------ | ---------------------- | --------------------------- | -------------------------- | --------------------------- |
| 1     | aşamayım (не їм)     | diñlemeyim (не слухаю)   | baqmayım (не дивлюсь)  | ketmeyim (не йду геть)   | aşamaymız (не їмо)     | diñlemeymiz (не слухаємо)   | baqmaymız (не дивимося)    | ketmeymiz (не йдемо геть)   |
| 2     | aşamaysıñ (не їси)   | diñlemeysiñ (не слухаєш) | baqmaysıñ (не дивишся) | ketmeysiñ (не йдеш геть) | aşamaysıñız (не їсте)  | diñlemeysiñiz (не слухаєте) | baqmaysıñız (не дивитесь)  | ketmeysiñiz (не йдете геть) |
| 3     | aşamay (не їсть)     | diñlemey (не слухає)     | baqmay (не дивиться)   | ketmey (не йде геть)     | aşamay(lar) (не їдять) | diñlemey(ler) (не слухають) | baqmay(lar) (не дивляться) | ketmey(ler) (не йдуть геть) |

Минулий категоричний час позначає зазвичай одноразову і звершену дію в минулому, свідком чи учасником якої промовець був сам, або він точно знає, що говорить. Він утворюється додаванням до основи дієслова афікса -dı / -di / -tı / -ti. При відмінюванні в минулому категоричному часі застосовуються присудкові афікси II типу.
| Особа | Однина                       | Однина                                 | Однина                                 | Однина                        | Множина                 | Множина                       | Множина                      | Множина                 |
| ----- | ---------------------------- | -------------------------------------- | -------------------------------------- | ----------------------------- | ----------------------- | ----------------------------- | ---------------------------- | ----------------------- |
| 1     | aşadım (я поїв)              | diñledim (я послухав)                  | baqtım (я подивився)                   | kettim (я пішов)              | aşadıq (ми поїли)       | diñledik (ми послухали)       | baqtıq (ми подивилися)       | kettik (ми пішли)       |
| 2     | aşadıñ (ти поїв)             | diñlediñ (ти послухав)                 | baqtıñ (ти подивився)                  | kettiñ (ти пішов)             | aşadıñız (ви поїли)     | diñlediñiz (ви послухали)     | baqtıñız (ви подивилися)     | kettiñiz (ви пішли)     |
| 3     | aşadı (він поїв/ вона поїла) | diñledi (він послухав/ вона послухала) | baqtı (він подивився/ вона подивилася) | ketti (він пішов/ вона пішла) | aşadı(lar) (вони поїли) | diñledi(ler) (вони послухали) | baqtı(lar) (вони подивилися) | ketti(ler) (вони пішли) |

Минулий переказувальний час позначає завершену дію в минулому і використовується, коли потрібно зробити акцент на тому, що видно в теперішньому результаті цієї дії (наприклад, bu ev pek yahşı qurulğan — «цей будинок дуже добре побудовано», тут важливо не так сама дія (якісне будівництво будинку в минулому), скільки той факт, що зараз будинок стоїть побудований у хорошому стані). Найчастіше той, хто говорить при цьому, не був свідком або учасником дії. Цей час утворюється додаванням до основи дієслова афікса -ğan / -gen / -qan / -ken. При відмінюванні використовуються присудкові афікси I типу.
| Особа | Однина                        | Однина                                  | Однина                                  | Однина                         | Множина                  | Множина                        | Множина                       | Множина                  |
| ----- | ----------------------------- | --------------------------------------- | --------------------------------------- | ------------------------------ | ------------------------ | ------------------------------ | ----------------------------- | ------------------------ |
| 1     | aşağanım (я поїв)             | diñlegenim (я послухав)                 | baqqanım (я подивився)                  | ketkenim (я пішов)             | aşağanmız (ми поїли)     | diñlegenmiz (ми послухали)     | baqqanmız (ми подивилися)     | ketkenmiz (ми пішли)     |
| 2     | aşağansıñ (ти поїв)           | diñlegensiñ (ти послухав)               | baqqansıñ (ти подивився)                | ketkensiñ (ти пішов)           | aşağansıñız (ви поїли)   | diñlegensiñiz (ви послухали)   | baqqansıñız (ви подивилися)   | ketkensiñiz (ви пішли)   |
| 3     | aşağan (він поїв/ вона поїла) | diñlegen (він послухав/ вона послухала) | baqqan (він подивився/ вона подивилася) | ketken (він пішов/ вона пішла) | aşağan(lar) (вони поїли) | diñlegen(ler) (вони послухали) | baqqan(lar) (вони подивилися) | ketken(ler) (вони пішли) |

Майбутній категоричний час позначає дію в майбутньому, у виконанні якої мовець твердо впевнений (alacam — «я обов'язково візьму», kelecek — «він точно прийде»). Дія може бути як завершеною, так і незавершеною (yazacaqsıñ може залежно від контексту перекладатися українською і як «ти писатимеш», і як «ти напишеш»). Цей час утворюється додаванням до основи дієслова афікса -ycaq / -ycek (якщо основа закінчується на голосний), -acaq / -ecek (якщо основа закінчується на приголосний). При відмінюванні використовуються присудкові афікси I типу.
| Особа | Однина                        | Однина                                 | Однина                                | Однина                       | Множина                            | Множина                                    | Множина                                    | Множина                          |
| ----- | ----------------------------- | -------------------------------------- | ------------------------------------- | ---------------------------- | ---------------------------------- | ------------------------------------------ | ------------------------------------------ | -------------------------------- |
| 1     | aşaycağım* (поїм/буду їсти)   | diñleycegim* (послухаю/буду слухати)   | baqacağım* (подивлюсь/буду дивитися)  | ketecegim* (піду/буду йти)   | aşaycaqmız* (поїмо/будемо їсти)    | diñleycekmiz* (послухаємо/будемо слухати)  | baqacaqmız* (подивимось/будемо дивитися)   | ketecekmiz* (підемо/будемо йти)  |
| 2     | aşaycaqsıñ (поїси/будеш їсти) | diñleyceksiñ (послухаєш/будеш слухати) | baqacaqsıñ (подивишся/будеш дивитися) | keteceksiñ (підеш/будеш іти) | aşaycaqsıñız (поїсте/будете їсти)  | diñleyceksiñiz (послухаєте/будете слухати) | baqacaqsıñız (подивитесь/будете дивитися)  | keteceksiñiz (підете/будете йти) |
| 3     | aşaycaq (поїсть/буде їсти)    | diñleycek (послухає/буде слухати)      | baqacaq (подивиться/буде дивитися)    | ketecek (піде/буде йти)      | aşaycaq(lar) (поїдять/будуть їсти) | diñleycek(ler) (послухають/будуть слухати) | baqacaq(lar) (подивляться/будуть дивитися) | ketecek(ler) (підуть/будуть іти) |

* У розмовній мові у формах однієї особи спостерігається фузія: ğı/gi випадає і відповідні форми вимовляються як aşaycam, diñleycem, baqacam, ketecem , aşaycamız, diñleycemiz, baqacamız, ketecemiz.
Теперішньо-майбутній час позначає дію, що відбудеться в майбутньому, але може і не відбутися. Також воно використовується для опису дій, що відбуваються поза часом, наприклад у прислів'ях і приказках (yahşı iş öz-özüni maqtar — «добра справа сама себе хвалить», дослівно «хвалитиме», bir kökte eki küneş olmaz — «на одному небі двох сонць не буває», дослівно «не буде»), вивісках та оголошеннях (çöplük taşlanmaz — «не смітити», дослівно «сміття не залишатиметься»). Цей час утворюється приєднанням до основи дієслова афікса -r (якщо основа закінчується на голосний), -ar / -er (якщо основа односкладова і закінчується на приголосний) , -ır / -ir (якщо основа багатоскладова і закінчується на приголосний). Є кілька дієслів-винятків, що приймають афікси -ır / -ir, незважаючи на односкладову основу (olur, alır, kelir). При відмінюванні використовуються присудкові афікси I типу.
| Особа | Однина                     | Однина                              | Однина                              | Однина                     | Множина                         | Множина                                 | Множина                                  | Множина                        |
| ----- | -------------------------- | ----------------------------------- | ----------------------------------- | -------------------------- | ------------------------------- | --------------------------------------- | ---------------------------------------- | ------------------------------ |
| 1     | aşarım (поїм/буду їсти)    | diñlerim (послухаю/буду слухати)    | baqarım (подивлюсь/буду дивитися)   | keterim (піду/буду йти)    | aşarmız (поїмо/будемо їсти)     | diñlermiz (послухаємо/будемо слухати)   | baqarmız (подивимось/будемо дивитися)    | ketermiz (підемо/будемо йти)   |
| 2     | aşarsıñ (поїси/будеш їсти) | diñlersiñ (послухаєш/будеш слухати) | baqarsıñ (подивишся/будеш дивитися) | ketersiñ (підеш/будеш іти) | aşarsıñız (поїсте/будете їсти)  | diñlersiñiz (послухаєте/будете слухати) | baqarsıñız (подивитесь/будете дивитися)  | ketersiñiz (підете/будете йти) |
| 3     | aşar (поїсть/буде їсти)    | diñler (послухає/буде слухати)      | baqar (подивиться/буде дивитися)    | keter (піде/буде йти)      | aşar(lar) (поїдять/будуть їсти) | diñler(ler) (послухають/будуть слухати) | baqar(lar) (подивляться/будуть дивитися) | keter(ler) (підуть/будуть іти) |

Теперішньо-майбутній час виділяється тим, що на відміну від інших часів заперечна форма утворюється не простою вставкою афікса -ma/-me між основою і афіксом часу. По-перше, у заперечній формі замість афікса -r використовується -z, а у формах 1-ї особи цей афікс повністю випадає; по-друге, ненаголошений у всіх інших ситуаціях заперечний афікс -ma/-me є наголошеним. Таким чином відмінювання в заперечній формі виглядає так:
| Особа | Однина (заперечення)               | Однина (заперечення)                        | Однина (заперечення)                       | Однина (заперечення)              | Множина (заперечення)                   | Множина (заперечення)                           | Множина (заперечення)                           | Множина (заперечення)                 |
| ----- | ---------------------------------- | ------------------------------------------- | ------------------------------------------ | --------------------------------- | --------------------------------------- | ----------------------------------------------- | ----------------------------------------------- | ------------------------------------- |
| 1     | aşamam (не поїм/не буду їсти)      | diñlemem (не послухаю/не буду слухати)      | baqmam (не подивлюсь/не буду дивитися)     | ketmem (не піду/не буду йти)      | aşamamız (не поїмо/не будемо їсти)      | diñlememiz (не послухаємо/не будемо слухати)    | baqmamız (не подивимось/не будемо дивитися)     | ketmemiz (не підемо/не будемо йти)    |
| 2     | aşamazsıñ (не поїси/не будеш їсти) | diñlemezsiñ (не послухаєш/не будеш слухати) | baqmazsıñ (не подивишся/не будеш дивитися) | ketmezsiñ (не підеш/не будеш іти) | aşamazsıñız (не поїсте/не будете їсти)  | diñlemezsiñiz (не послухаєте/не будете слухати) | baqmazsıñız (не подивитесь/не будете дивитися)  | ketmezsiñiz (не підете/не будете йти) |
| 3     | aşamaz (не поїсть/не буде їсти)    | diñlemez (не послухає/не буде слухати)      | baqmaz (не подивиться/не буде дивитися)    | ketmez (не піде/не буде йти)      | aşamaz(lar) (не поїдять/не будуть їсти) | diñlemez(ler) (не послухають/не будуть слухати) | baqmaz(lar) (не подивляться/не будуть дивитися) | ketmez(ler) (не підуть/не будуть іти) |

Крім описаних вище п'яти основних часів, є також складні часи, що утворюються за допомогою допоміжного дієслова «edi» — був/була.

### Займенник
Відмінкові афікси займенників відрізняються від відмінкових закінчень іменників та прикметників.
| Займенники 1-ої та 2-ої особи | Займенники 1-ої та 2-ої особи | Займенники 1-ої та 2-ої особи | Займенники 1-ої та 2-ої особи | Займенники 1-ої та 2-ої особи |
| Називний відмінок             | men я                         | biz ми                        | sen ти                        | siz ви                        |
| ----------------------------- | ----------------------------- | ----------------------------- | ----------------------------- | ----------------------------- |
| Родовий                       | menim мій                     | bizim твій                    | seniñ наш                     | siziñ ваш                     |
| Давальний                     | maña мені                     | bizge тобі                    | saña нам                      | sizge вам                     |
| Знахідний                     | meni мене                     | bizni тебе                    | seni нас                      | sizni вас                     |
| Місцевий                      | mende у мене                  | bizde у тебе                  | sende у нас                   | sizde у вас                   |
| Вихідний                      | menden від мене               | bizden від тебе               | senden від нас                | sizden від вас                |

| Займенники 3-ої особи та вказівні займенники | Займенники 3-ої особи та вказівні займенники | Займенники 3-ої особи та вказівні займенники | Займенники 3-ої особи та вказівні займенники | Займенники 3-ої особи та вказівні займенники |
| Називний відмінок                            | o він, вона, воно / той                      | olar вони                                    | bu цей                                       | şu той                                       |
| -------------------------------------------- | -------------------------------------------- | -------------------------------------------- | -------------------------------------------- | -------------------------------------------- |
| Родовий                                      | onıñ його, її / того                         | olarnıñ їх                                   | bunıñ цього                                  | şunıñ того                                   |
| Давальний                                    | oña йому, їй / тому                          | olarğa їм                                    | buña цьому                                   | şuña тому                                    |
| Знахідний                                    | onı його, її / того                          | olarnı їх                                    | bunı цього                                   | şunı того                                    |
| Місцевий                                     | onda у нього, у неї / у того                 | olarda у них                                 | bunda у цього                                | şunda у того                                 |
| Вихідний                                     | ondan від нього, від неї / від того          | olardan від них                              | bundan від цього                             | şundan від того                              |

Інші займенники відміняються аналогічно з іменниками. До них належать kim — хто, ne — що/який, qaç — скільки, er — кожен, iç — жоден та ін. Зворотний займенник öz — «свій», «сам» при використанні для позначення людей та об'єктів набуває афіксів приналежності:
| Зворотний займенник öz (свій) | Зворотний займенник öz (свій)         | Зворотний займенник öz (свій) |
|                               | Однина                                | Множина                       |
| ----------------------------- | ------------------------------------- | ----------------------------- |
| 1-а особа                     | özüm (я сам)                          | özümiz (ми самі)              |
| 2-а особа                     | özüñ (ти сам)                         | özüñiz (ви самі)              |
| 3-я особа                     | özü (він сам / вона сама / воно саме) | özleri (вони самі)            |

## Письмо

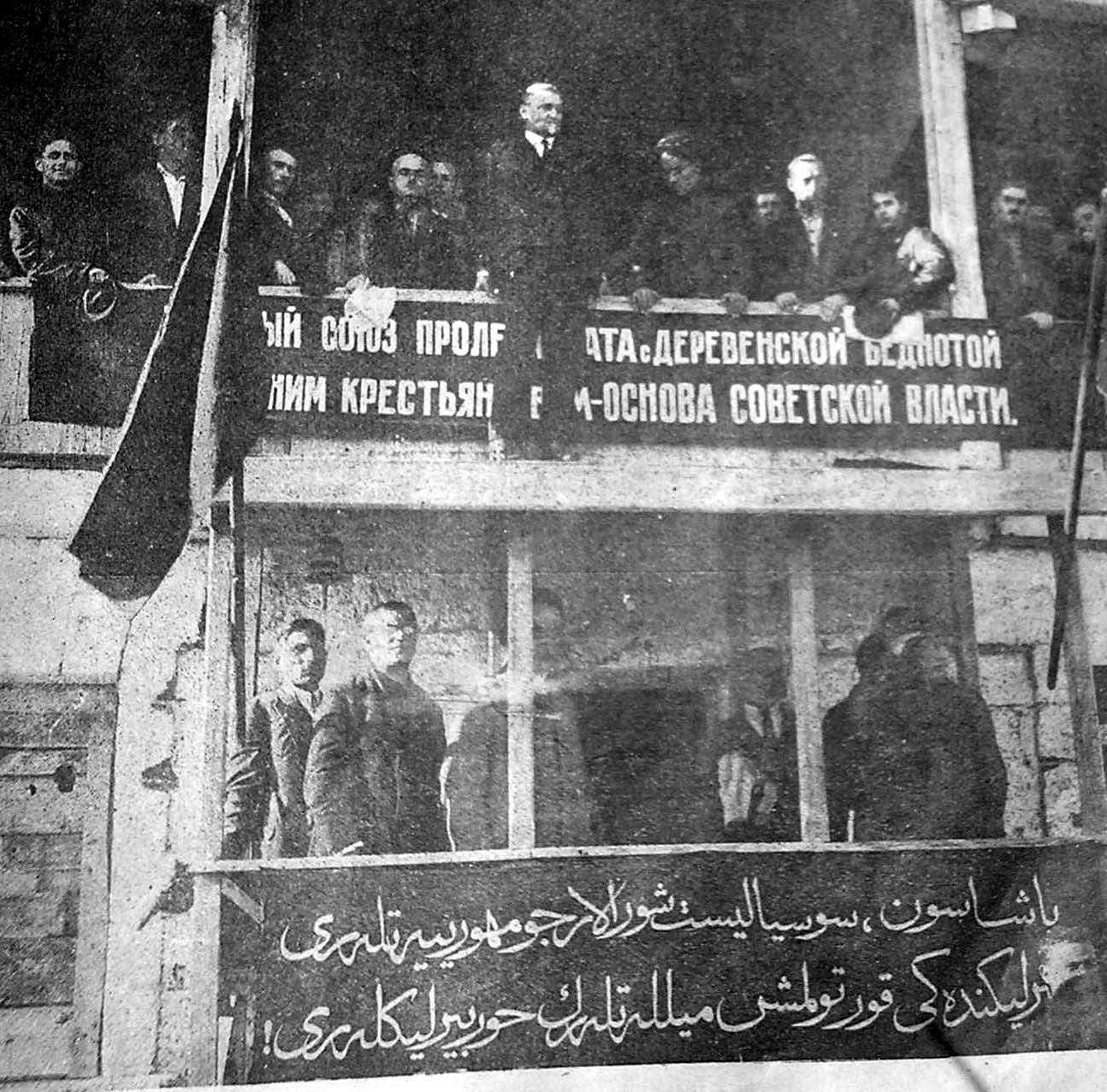
Мітинг на честь «річниці визволення Криму», 1924 р. На транспаранті унизу надпис кримськотатарською мовою з використанням арабської абетки

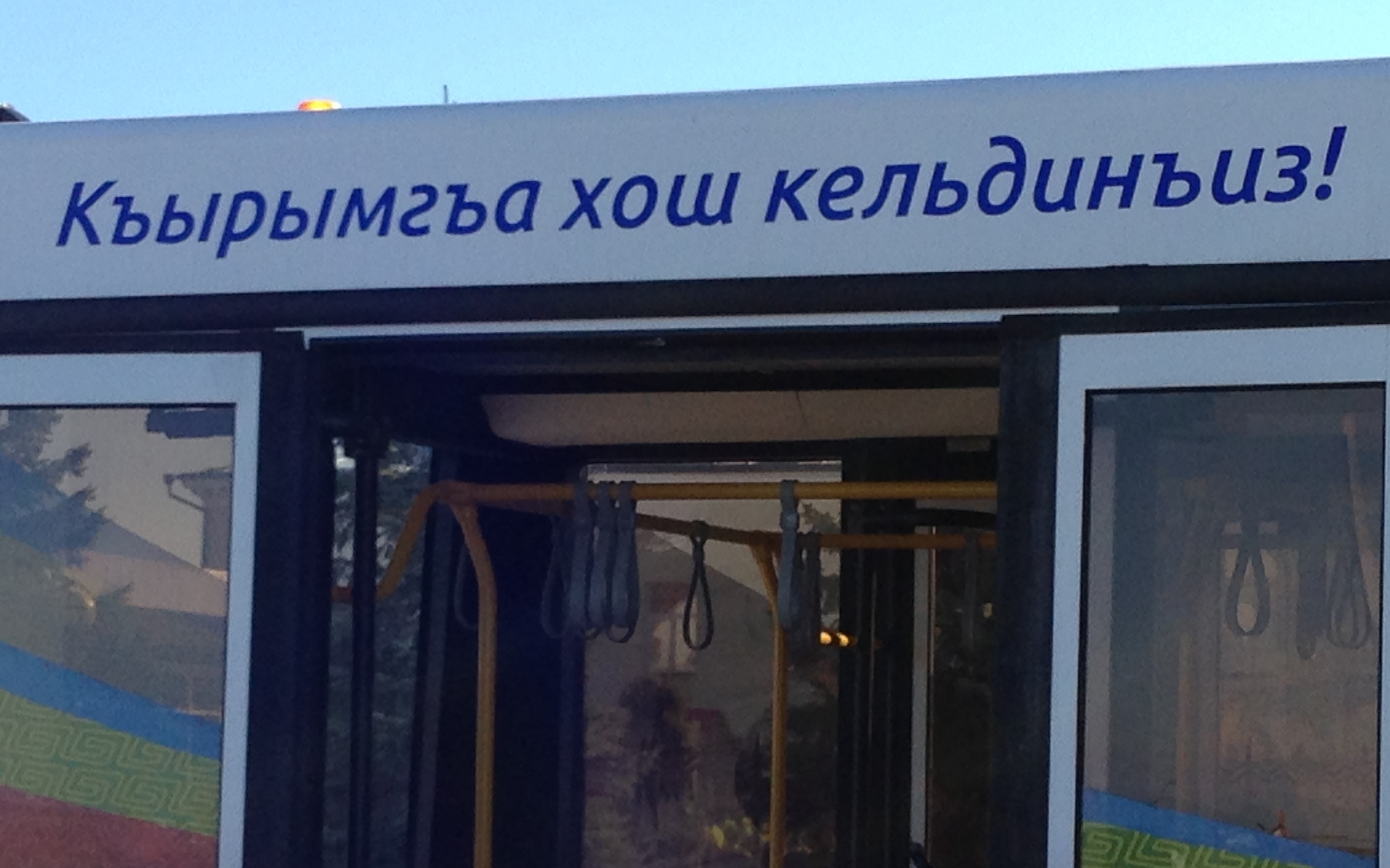
Напис «Ласкаво просимо до Криму!» (Qırımğa hoş keldiñiz!) на перонному автобусі в Сімферополі.

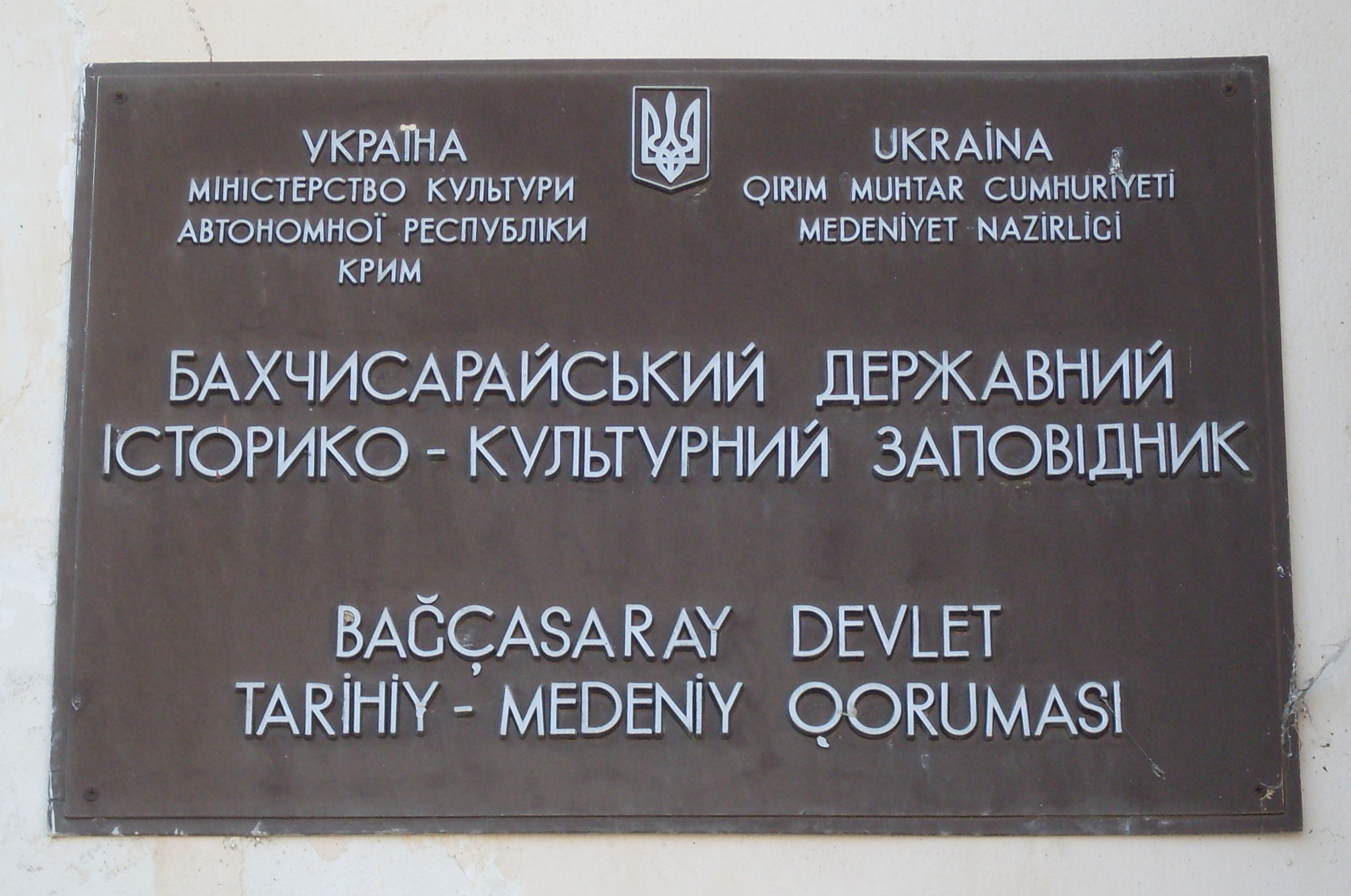
Кримськотатарська латинка на табличці при вході в Ханський палац у Бахчисараї.

До 1928 року кримськотатарська мова використовувала арабську абетку, з 1928 по 1939 — латинську (нову тюркську абетку, НТА або яналіф), а з 1939 — кирилицю. З середини 1990-х років іде поступовий перехід на нову латинську графіку, що базується на турецькій абетці. Офіційно її було затверджено постановою Верховної Ради Криму 1997 року.
Сьогодні переважна більшість кримськотатарських текстів в інтернеті використовують латинську абетку, тоді як переважна частина друкованої продукції (газети, книжки, зокрема шкільні підручники) виходить кирилицею.
Станом на 2015 рік на території Криму для державної кримськотатарської мови офіційно використовується кирилиця, оскільки Росія, яка анексувала Крим, фактично забороняє використання латиниці. Управління з питань освіти Меджлісу кримськотатарського народу досліджує можливості переходу на латиницю в таких умовах.
22 вересня 2021 року Уряд України ухвалив постанову «Про затвердження алфавіту кримськотатарської мови на основі латинської графіки», якою затвердив алфавіт кримськотатарської мови на основі латинської графіки та зобов'язав органи влади та місцевого самоврядування, Меджліс кримськотатарського народу вжити заходів до переведення освітнього процесу, що здійснюється кримськотатарською мовою, в тому числі підручників, методичних матеріалів тощо, на алфавіт кримськотатарської мови на основі латинської графіки до 1 вересня 2025 р., а також стимулювання застосування алфавіту кримськотатарської мови на основі латинської графіки в інших сферах функціонування мови.

### Латинська абетка
| A a* | B b | C c | Ç ç | D d | E e | F f | G g |
| Ğ ğ  | H h | I ı | İ i | J j | K k | L l | M m |
| N n  | Ñ ñ | O o | Ö ö | P p | Q q | R r | S s |
| Ş ş  | T t | U u | Ü ü | V v | Y y | Z z |     |

﹡Знак Ââ, використовується як показник м'якості приголосного і не є окремою літерою.

### Кирилична абетка
| А а | Б б    | В в | Г г | Гъ гъ* | Д д    | Е е | Ё ё |
| Ж ж | З з    | И и | Й й | К к    | Къ къ* | Л л | М м |
| Н н | Нъ нъ* | О о | П п | Р р    | С с    | Т т | У у |
| Ф ф | Х х    | Ц ц | Ч ч | Дж дж* | Ш ш    | Щ щ | Ъ ъ |
| Ы ы | Ь ь    | Э э | Ю ю | Я я    |        |     |     |

﹡ Гъ (ğ), къ (q), нъ (ñ) і дж (c) є окремими літерами.

### Вимова літер
- Вимова літер a, b, d, f, h, m, n, o, p, r, s, t, u, v, z суттєво не відрізняється від вимови українських а, б, д, ф, х, м, н, о, п, р, с, т, у, в, з.
- с читається як дж у слові джміль.
- ç приблизно як українське ч.
- e як е (на початку слова) і як є у всіх інших випадках.
- g приблизно як пом'якшене українське ґ.
- ğ приблизно як українське г (дзвінке [х]).
- ı неогублене [у].
- i щось середнє між українськими и та і.
- j як українське ж.
- k як м'яке українське к.
- l може позначати й тверде л, і м'яке ль.
- ñ на кшталт англійського ng у слові sing.
- ö як німецьке ö (огублене [е]).
- q залежить від діалекту; вимовляється як [к], тільки язик торкається не м'якого піднебіння, а язичка.
- ş приблизно як українське ш.
- ü як німецьке ü (огублене [і]).
- y як українське й.

Особливості:
1. випадання початкового та кінцевого «х» — ava замість hava (повітря), saba замість sabah (ранок) (часто також у власних назвах (H)Acımuşkay, (H)Acıbey)
2. елізія вузького голосного на початку або всередині складу — (i)laç (ліки (в однині)), (ü)sta (майстер), k(i)rerim (я ввійду)
3. форми родового відмінка займенника 1-ї особи однини та множини menim і bizim (замість menin та bizin)
4. заперечна форма майбутнього часу 1-ї особи однини на -mam/-mem — yazmam (я не напишу)

| МФА | МФА | МФА | МФА | МФА | МФА | МФА | МФА | МФА | МФА | МФА | МФА      | МФА | МФА | МФА | МФА | МФА | МФА | МФА | МФА | МФА | МФА | МФА | МФА | МФА | МФА | МФА | МФА | МФА      | МФА | МФА |
| --- | --- | --- | --- | --- | --- | --- | --- | --- | --- | --- | -------- | --- | --- | --- | --- | --- | --- | --- | --- | --- | --- | --- | --- | --- | --- | --- | --- | -------- | --- | --- |
| а   | b   | c   | ç   | d   | e   | f   | g   | ğ   | h   | ı   | i        | j   | k   | l   | m   | n   | ñ   | o   | ö   | p   | q   | r   | s   | ş   | t   | u   | ü   | v        | y   | z   |
| [a] | [b] | [ʤ] | [ʧ] | [d] | [e] | [f] | [g] | [ɣ] | [x] | [ɯ] | [i], [ɪ] | [ʒ] | [k] | [l] | [m] | [n] | [ŋ] | [o] | [ø] | [p] | [q] | [r] | [s] | [ʃ] | [t] | [u] | [y] | [v], [w] | [j] | [z] |

## Порівняння
Серед сучасних мов найближчими до кримськотатарської є карачаєво-балкарська та кумицька, а також половецька та мамлюцько-половецька, що зараз не існують.
Водночас кримськотатарська мова суттєво відрізняється від мови казанських татар. Кримськотатарська мова не містить жодної із відмінних рис мови казанських татар, чи то у фонетиці (специфічний розвиток вокалізму (*o/ö -> u/ü, *u/ü -> o/ö, огублений å), палатальні щілинні с/ç замість африкатів), чи то в граматиці, чи в лексиці. Деякі дослідники (О. О. Мудрак) навпаки класифікують мову казанських татар як половецько-кипчацьку, таким чином зближуючи її з кримськотатарською.

## Приклад

### Вигляд
«Заповіт» Тараса Шевченка кримськотатарською мовою. Переклав кримськотатарський поет Ешреф Шем'ї-заде.
| латинською абеткою | кириличною абеткою | арабською абеткою |
| Vasiyet Ölsem, meni kömüñiz Ukraynamnıñ bağrına, Mezarımnı qazıñız Qulan çöl toprağına. Bileyim men qurğannıñ Köksünde yatqanımnı, Diñleyim Dneprniñ Quturıp aqqanını. Ne vaqıt o duşman qanın Ukrayna üzerinden Yuvıp keter… tek o zaman Turarım men qabrimden — Dua etip tek o zaman Çıqarım arş-alâğa, Oña qadar mende yoqtır İşanç Alla-Taalâğa. Meni cıyıp, qalqıñız ve Üzüñiz buğavlarnı, Zalım duşman qanı ile Yuvuñız diyarlarnı, Ulu, ür bir ailege Birleşilgen künlerde. Unutmayıp — eyi söznen Hatırlañız meni de. | Васиет Ольсем, мени комюнъиз Украйнамнынъ багърына, Мезарымны къазынъыз Къулан чёль топрагъына. Билейим мен къургъаннынъ Коксюнде яткъанымны, Динълейим Днепрнинъ Къутурып акъкъаныны. Не вакъыт о душман къанын Украйна узеринден Ювып кетер… тек о заман Турарым мен къабримден — Дуа этип тек о заман Чыкъарым арш-алягъа, Онъа къадар менде ёкътыр Ишанч Алла-Таалягъа. Мени джыйып, къалкъынъыз ве Узюнъиз бугъавларны, Залым душман къаны иле Ювунъыз диярларны, Улу, урь бир аилеге Бирлешильген куньлерде. Унутмайып — эйи сёзнен Хатырланъыз мени де. | وصيت اولسەم، مەني كوميڭز اوكراينامنڭ باغرينه، مزارمني قازيڭز قولان چول طوپراغينه. بيلەيم مەن قورغاننڭ كوكسونده ياطقانمني، ديڭلەيم دنەپرنڭ قوتوريب آققانيني. نە وقت او دشمن قانين اوكراينا اوزەريندن يوب كەتەر… تەك او زمان طوراريم مەن قابرمدن دوا اتيب تەك او زمان چيقاريم آرش آلاغا، اوڭا قادار مەنده يوقدر ايشانچ الله تعالی غا. مەني جيييب، قالقيڭز و اوزوڭز بوغاولرني، ظالم دشمن قاني يله يووڭز ديارلرني، اولو، اور بير ايلەگه بيرلەشيلگن كونلرده. اونوتمايب ايي سوزنەن خاترلاڭز مهني ده. |

### Фрази
Наголос показано жирними літерами.
- Українська [мова] — Ukrain tili
- Так — Ebet
- Ні — Yoq
- Привіт! — Selâm! / Meraba!
- Як справи? — İşler nasıl?
- Ласкаво просимо! — Hoş keldiñiz!
- До побачення! — Sağlıqnen qalıñız! (кажуть тому, хто залишається), Sağlıqnen barıñız! (кажуть тому, хто йде геть)
- Будь ласка — Lütfen, Rica etem
- Дякую — Sağ oluñız
- Даруйте — Bağışlañız
- Пробачте — Afu etiñiz
- Як вас звати? — Adıñız ne?
- Скільки? — Qaç?, Ne qadar?
- Я (вас) не розумію. — Men (sizni) añlamayım.
- Ви розмовляєте українською мовою? — Siz ukraince laf etesiñizmi?
- Я не знаю. — Men bilmeyim[33].

## Кримськотатарська мова в Румунії

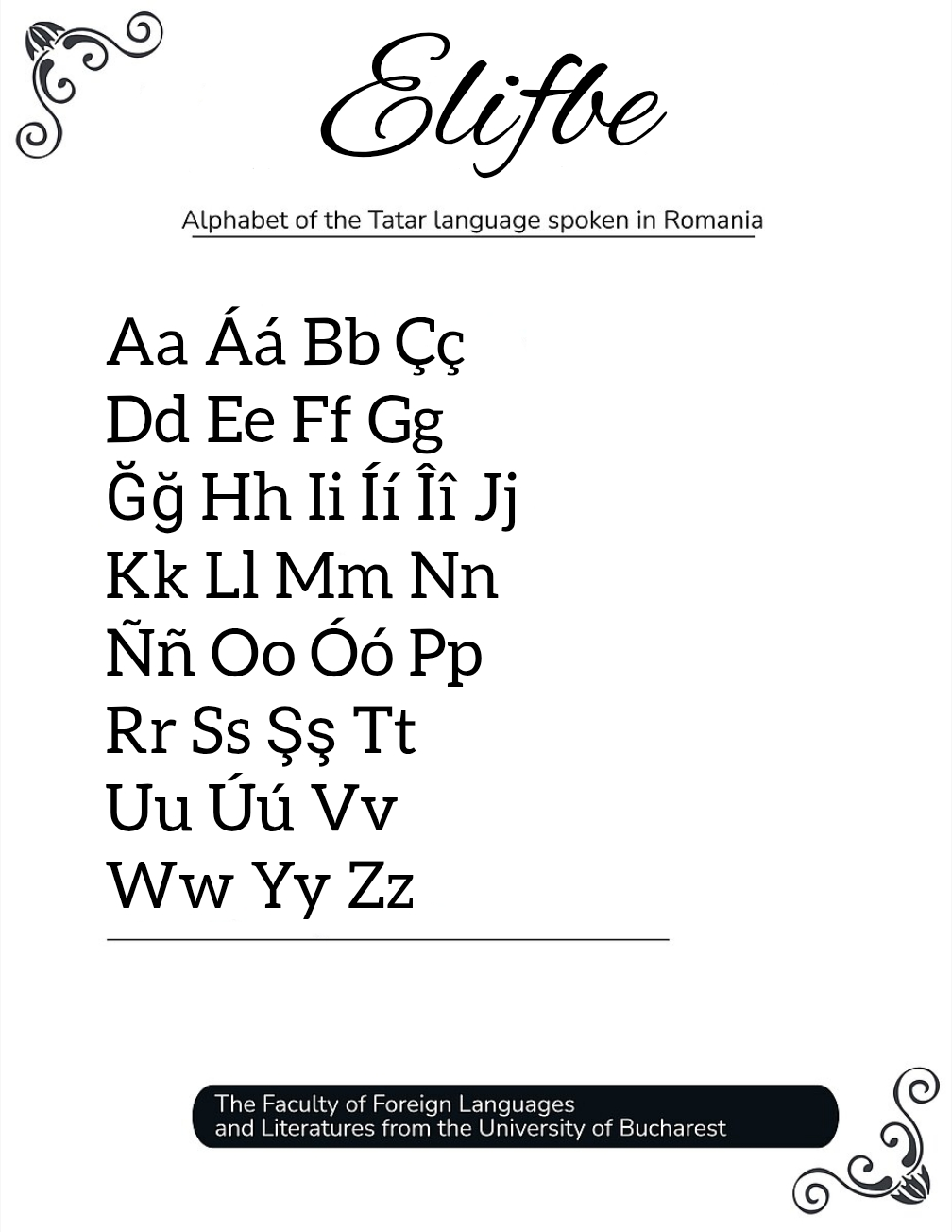
Цим алфавітом користуються татари в Румунії

Румунськотатарська або добруджанська татарська (Tatarşa, Tatar tĭlĭ), також відома як автентична кримськотатарська мова (Calpaq Qırımtatarşa), є варіантом кримськотатарської мови, яка широко поширена серед румунських татар і є частиною кипчацько-ногайської гілки. Мова запозичила багато слів з турецької та румунської мов. Цією мовою розмовляють переважно в регіоні Добруджа в Румунії, але також є носії в Болгарії та Туреччині. І Wikimedia підтримує мову з кодом crh-ro.

### Діалекти
Румунськотатарська мова має три діалекти:
1. Кіримський або бозкирський діалект (Şöl tĭlĭ), яким розмовляє близько 70 % румунських татар.
2. Ногайський діалект (Noğay tĭlĭ), яким розмовляє близько 20 % румунських татар.
3. Діалект ялиболу (Yalıbolu tĭlĭ), яким розмовляє близько 10 % румунських татар.

Вони відрізняються в основному вимовою, а також певною мірою словниковим запасом. Ці діалекти мають не стільки огузький вплив, як діалекти Криму.

### Алфавіт
У 1956 році це латинський алфавіт, розроблений Інститутом лінгвістики Румунської академії для румунської татарської мови. У 2010 році було розроблено нову орфографію, якою зараз користуються татари Румунії
| A a | B b        | C c | Ç ç | D d | E e | F f |     |     |
| G g | Ğ ğ        | H h | I ı | İ i | Ĭ ĭ | J j | K k | L l |
| M m | N n        | Ñ ñ | O o | Ö ö | P p | Q q | R r |     |
| S s | Ş ş (Ș ș)* | T t | U u | Ü ü | V v | W w | Y y | Z z |

- Буква Ş ş в румунському алфавіті Ș ș.

## Цікаві факти
- Кримськотатарську мову опанував український письменник Михайло Коцюбинський, коли працював у Криму[39].
- Першим фільмом кримськотатарською мовою стала кінострічка «Хайтарма», режисера Ахтема Сейтаблаєва.
- Існує версія, що гетьман Богдан Хмельницький опанував кримськотатарську та турецькі мови, коли був у полоні. Це допомагало йому вести переговори з Кримським ханом, під час визвольної війни не користуючись допомогою перекладача.
- У травні 2024 року українські програмісти розробили безкоштовну гру кримськотатарською мовою Lağoda QT на iOS і Android. Це медитативна гра-головоломка, кожен рівень якої — це вірш одного з видатних кримськотатарських авторів, в якому потрібно знайти помилку[40].
- У червні 2024 року в Google-перекладачі з'явилася кримськотатарська мова[11][12].